# To Live Is to Die
To Live Is to Die er en sang fra albummet ...And Justice for All fra 1988 af thrash metal-bandet Metallica. 
To Live Is to Die er stort set instrumentalt gennem hele nummeret. Der er dog et kort stykke i slutningen, der indeholder et stykke tekst der er læst op af James Hetfield. Denne tekst er skrevet af den tyske salmedigter, Paul Gerhardt.
Nummeret indeholder en del riffs der er skrevet af Cliff Burton, før han dødede i en tragisk busulykke i 1986. Disse riffs er så sat sammen af resten af Metallica og indspille med efterfølgeren til Cliff Burton, nemlig Jason Newsted. Titlen på sangen stammer fra et citat Cliff Burton holdt af, der lød "To Live Is to Die".

## Kunstnere
- James Hetfield, guitar
- Lars Ulrich, trommesæt
- Kirk Hammett, el-guitar
- Jason Newsted, basguitar

| Musik | Spire Denne musikartikel er en spire som bør udbygges. Du er velkommen til at hjælpe Wikipedia ved at udvide den. |